# Diary of a Wimpy Kid: Wrecking Ball
Diary of a Wimpy Kid: Wrecking Ball (Diário de um Banana: Quebra Tudo no Brasil e O Diário de um Banana: De-Mo-Li-Ção em Portugal) é um romance infantil escrito por Jeff Kinney e o décimo quarto livro da série Diary of a Wimpy Kid. Foi lançado em 5 de novembro de 2019. Neste livro, a família do protagonista Greg Heffley recebe uma herança e usa o dinheiro para renovar sua casa. Wrecking Ball recebeu críticas positivas dos críticos.

## Enredo
Wrecking Ball é o livro 14 na série Diary of a Wimpy Kid. A série segue um estudante infeliz do ensino médio chamado Greg Heffley, sua família e seus amigos. Os livros são ilustrados com desenhos simples em preto e branco da perspectiva de Greg. Wrecking Ball se concentra em Greg; sua mãe, Susan; seu pai, Frank; e seu melhor amigo, Rowley; enquanto a família Heffley reforma sua casa e se prepara para se mudar para um novo bairro.
Em março, Greg vasculha seu armário para o dia da limpeza de primavera e relembra vários objetos de sua infância. Ele então faz uma venda de garagem e contrata Rowley para se certificar de que nada seja roubado. Quando começa a chover, os objetos à venda de Greg estão estragados e ele não vende nada.
Quando a tia-avó de Greg, Reba, morre, Greg fica muito animado em receber o dinheiro da herança. Após uma reunião de família, Susan decide gastar o dinheiro na expansão da cozinha de sua casa. Para se preparar para a construção, Frank tenta ensinar Greg como fazer as tarefas domésticas. Greg teme que um monstro esteja no encanamento enquanto tenta desobstruir o ralo. Quando Greg é instruído a pintar ao redor da banheira de hidromassagem de sua família, ele descobre um ninho de vespas. Enquanto limpa a calha, a escada cai e Greg fica preso no telhado até entrar pela janela do banheiro. Susan contrata trabalhadores profissionais e Frank envia Greg para fora para ajudá-los. Uma briga começa quando Greg destrói uma das entregas de almoço dos trabalhadores.
Greg está estressado devido a um teste que abrange toda a escola e detalha que um grande buraco foi aberto na lateral da casa, expondo uma infestação de vespas e ratos. Uma extensão da casa é destruída por estar muito perto da residência de um vizinho, e o resto do dinheiro da herança é gasto para consertar o buraco. Mais tarde, Susan diz a Greg que o financiamento de sua escola está sendo cortado devido às notas baixas no teste, sugerindo que eles mudem os bairros para um novo distrito escolar. Greg está animado com a ideia de entrar em uma nova escola, mas se preocupa em deixar Rowley para trás. Quando Greg e sua família fazem um tour por uma casa, eles gostam e querem se mudar. A família de Greg tenta vender sua própria casa, que tem sucesso quando uma família decide comprá-la com a condição de que a banheira de hidromassagem seja removida.
No dia seguinte a Greg tenta explicar sua partida para Rowley, ele vê que a construção de sua casa já está sendo feita e os Heffleys correm para retirar todos os seus pertences. Um trabalhador corre para remover a banheira de hidromassagem, levantando-a com um guindaste. Ele se distrai com as vespas e a banheira de hidromassagem cai pelo telhado, criando um grande buraco na casa. Os compradores agora decidem não se mudar, e Greg admite que não estava pronto para se mudar, feliz por continuar sendo o melhor amigo de Rowley.

## Plano de fundo
O autor e ilustrador de Wrecking Ball, Jeff Kinney, decidiu sobre o tema do livro enquanto fazia reformas para a sua própria casa. Ele percebeu que ainda não havia escrito um livro sobre a mudança de Greg e considerou a ideia um bom ajuste para a série. O título e estampas de Wrecking Ball foram revelados em 14 de maio de 2019 no Twitter por Kinney.
Para promover o livro, Kinney organizou uma turnê do livro chamada The Wrecking Ball Show, como uma continuação da promoção do livro anterior, The Meltdown Show. Durou 33 dias em vários países: Itália, Alemanha, França, Grécia, Bulgária, Espanha e Portugal. As atividades do show foram decididas ao vivo girando uma roda; as atividades incluíram uma competição de dança, um concurso de construção de torres com blocos de espuma e um desafio de perguntas e respostas.
Kinney usou o pensamento inventivo sistemático para inventar piadas para o livro. Ele elaborou que "[isso] me ajuda a gerar ideias sem ter que depender de memórias. [...] Nele, a solução de problemas é baseada em modelos. Se você pode usar esses modelos para controlar sua criatividade, então pode resolver problemas mais rapidamente do que de outra forma." Kinney descreveu momentos do livro em que uma remodelação da cozinha leva a um projeto de construção maior e uma banheira de hidromassagem é erguida sobre a casa com base em experiências reais. Ele concluiu descrevendo Wrecking Ball como seu "livro mais bem escrito".
Sobre o assunto da grande quantidade de ilustrações no romance, Kinney afirmou que a série Diary of a Wimpy Kid está mais perto de ser uma "história em quadrinhos longa" do que uma história em quadrinhos." Ele descreveu o mais recente livro como que os livros Wimpy Kid exigem muitas ilustrações por serem mais "cinematográficos" e, em seguida, criticou os livros anteriores por serem "esparsos e minimalistas".

## Temas
Kinney afirmou que o tema do livro é "Greg deixando de lado a casa de sua infância". Ele descobriu que a melhor maneira de abrir o livro seria fazer Greg limpar seu armário e tentar vender objetos em uma venda de garagem, refletindo-o "deixando de lado seus pertences de infância".  Ao discutir sua turnê internacional do livro, Kinney escreveu que vê a série como "um espelho". Ele explica que os livros são populares em todo o mundo porque "a infância é universal" e as crianças ao redor do mundo "lidam com o mesmo tipo de coisas".

## Recepção
Em sua primeira semana, Wrecking Ball vendeu pouco menos de 200.000 cópias. Em 9 de fevereiro de 2020, vendeu mais de 650.000 cópias.
Wrecking Ball recebeu críticas geralmente positivas dos críticos. Kirkus Reviews comentou que "Os leitores ainda podem contar com esta série para trazer risos." Carrie R. Wheadon da Common Sense Media deu ao livro quatro de cinco estrelas e elogiou-o por ter mensagens positivas.